# Layal Abboud
Layal Mounir Abboud (Arabisch: ليال منير عبود; Kaniseh, 15 mei 1982) is een Libanese zangeres, danseres, (fitness)model en humanitarist.

## Biografie
Abboud werd geboren in het dorpje Kaniseh en groeide op in een islamitisch (sjiitisch) groot gezin van negen kinderen (bestaande uit drie jongens en zes meisjes). Abboud speelde op haar zesde viool en was een grote fan van de Egyptische zanger Amr Diab.
In 1998 trad de 16-jarige Abboud het huwelijksbootje in en werd zes jaar later moeder van een zoon genaamd Jad. In 2009 vroeg Abboud een echtscheiding aan.

## Discografie
- 2007: Winni Ya Winn
- 2007: Albi Yamma
- 2007: Tshoobi
- 2007: Abouya 2alli
- 2007: Aam Bihlamak
- 2007: Hawasi Kella
- 2007: Fi Shoo'
- 2008: Fi Shouq
- 2008: Wad Al Hetta
- 2009: Shid El Jaroufe
- 2009: Bjnoun
- 2010: Lazem Taaraf
- 2010: BIBI
- 2010: Ahla Zaffe
- 2010: Dinyi Wlad
- 2010: Ma B3eesh
- 2010: Ya Tayr El Tayer
- 2011: Ma Ba'eesh
- 2012: Ya Ana Ya Ana
- 2013: Khashkhash hadid El Mohra
- 2014: Khaliha Bi Albi Tijrah